# 南方澳大橋
南方澳大橋（英語：Nanfang'ao Bridge）為跨越臺灣宜蘭縣蘇澳鎮南方澳漁港的跨港大橋，串聯南方澳環狀路線的重要建設，亦是當地的著名地標。1976年建成「跨漁港航道高架橋」（暱稱：駝背橋，2000年4月拆除），後為利於漁船航運於1998年6月於原橋北方新建雙叉式單鋼拱橋型式「南方澳大橋」；2019年10月1日發生橋體坍塌意外後由交通部規劃拆除重建，於2022年12月18日完工通車。

## 地理位置
蘇澳鎮南方澳附近為臺灣中央山脈北端的起點。南方澳是東台灣最大的陸連島，與蘇澳隔著約100公尺寬的水道，在內埤與陸地相通，東臨太平洋西接中央山脈，使南方澳漁港成為三面環山的良港，又有黑潮在外海流經，是優良漁場。1976年以來跨漁港航道高架橋、南方澳大橋兩座跨港大橋的先後建立使得蘇澳往來南方澳更為便利，減少行車繞經內埤的時間或搭乘渡輪的不便。

## 歷史

### 跨漁港航道高架橋時期（1976年10月－2000年4月）
早年從南方澳第三漁港到對岸造船廠需繞行經過內埤一大圈或搭乘渡輪，較不方便。1976年10月30日完工的跨漁港航道高架橋，是十大建設蘇澳港建港時的施工橋樑，由南方澳第三漁港南碼頭跨越60公尺航道，直到坡仔腳下，是南方澳第一座跨越漁港航道的橋樑。此橋由鋼筋水泥建成，橋高9公尺、橋寬8.1公尺，總長60公尺分為5個各12公尺的跨距，中間橋面最高使橋體呈現拱形，因此漁民稱其為駝背橋。由於跨距太窄及橋下高度過低，導致大船無法順利進出，漁船及其雷達天線通過時也常有碰撞。在地方人士爭取之下，臺灣省政府同意補助1億多元在第三漁港北岸新建跨港大橋。本橋於2000年4月動工拆除。

### 舊南方澳大橋時期（1998年－2019年10月）
建造與啟用
南方澳大橋由臺灣省政府建設基金專案補助，基隆港務局委託宜蘭縣政府農業局代辦施工，由亞新工程顧問股份有限公司設計、立永營造有限公司承建，採雙叉式單鋼拱橋型式，以耐候性高強度低合金鋼的鋼材打造。在1996年1月27日開工，耗時2年在1998年6月20日完工。施工期間中華民國交通部部長歷經劉兆玄、蔡兆陽及林豐正，地方政府首長歷經臺灣省省長宋楚瑜及宜蘭縣縣長游錫堃與劉守成，工程造價新台幣2.5億元。1998年6月主體完工前發生一死兩傷一失蹤的意外。1999年6月由臺灣省副省長賴英照剪綵通車，通車當時是亞洲第一座、世界唯二的雙叉式單拱橋。南方澳大橋長140公尺、寬15公尺，橋面離海平面18.5公尺，解決大型漁船無法通行的困境，使南方澳漁港得以長遠發展。

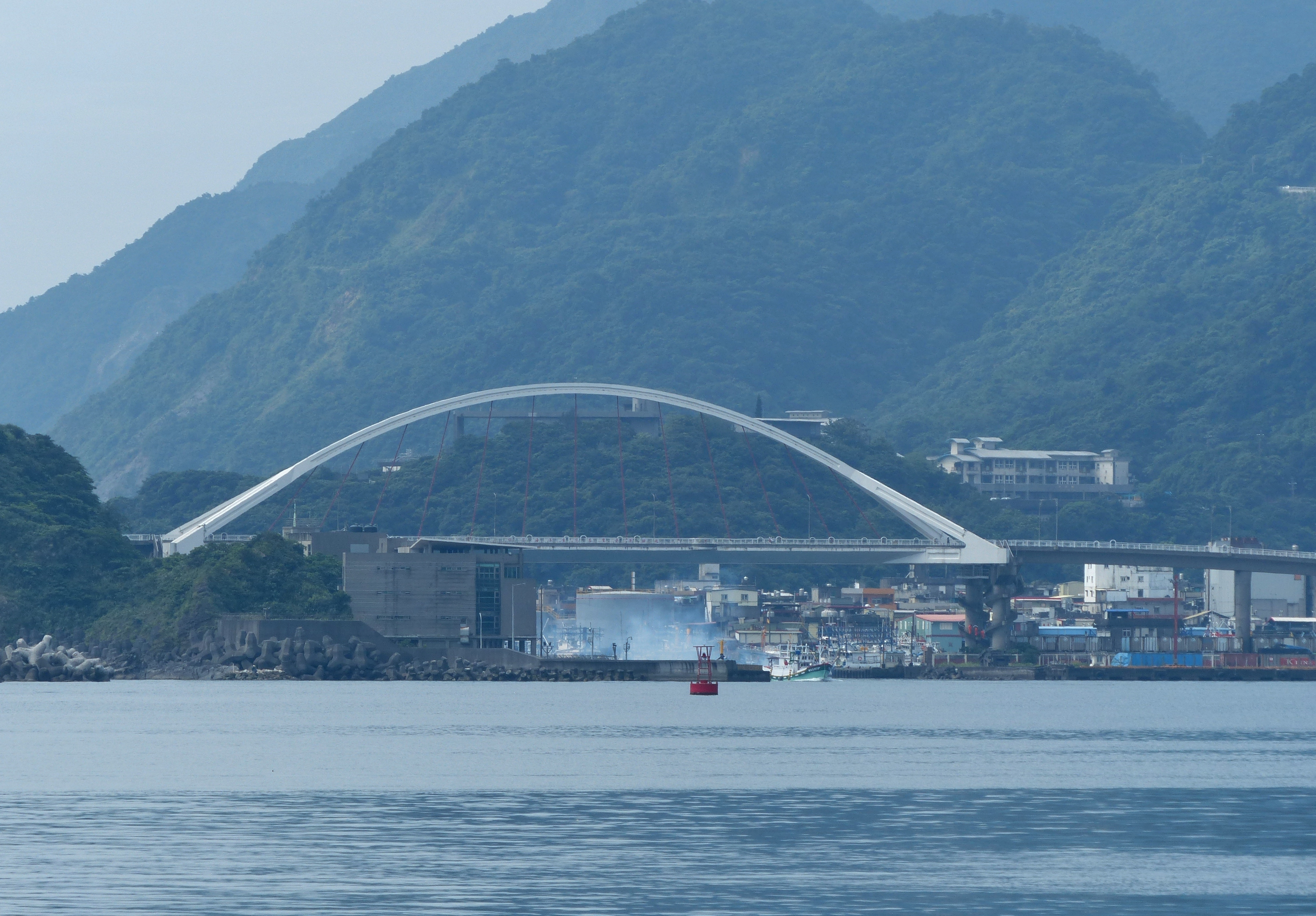
南方澳大橋原貌，攝於2013年
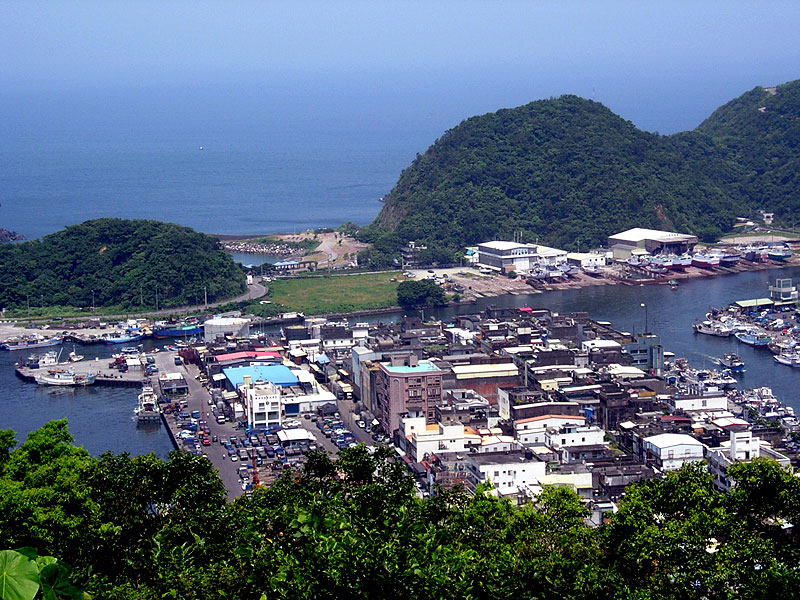
蘇澳港
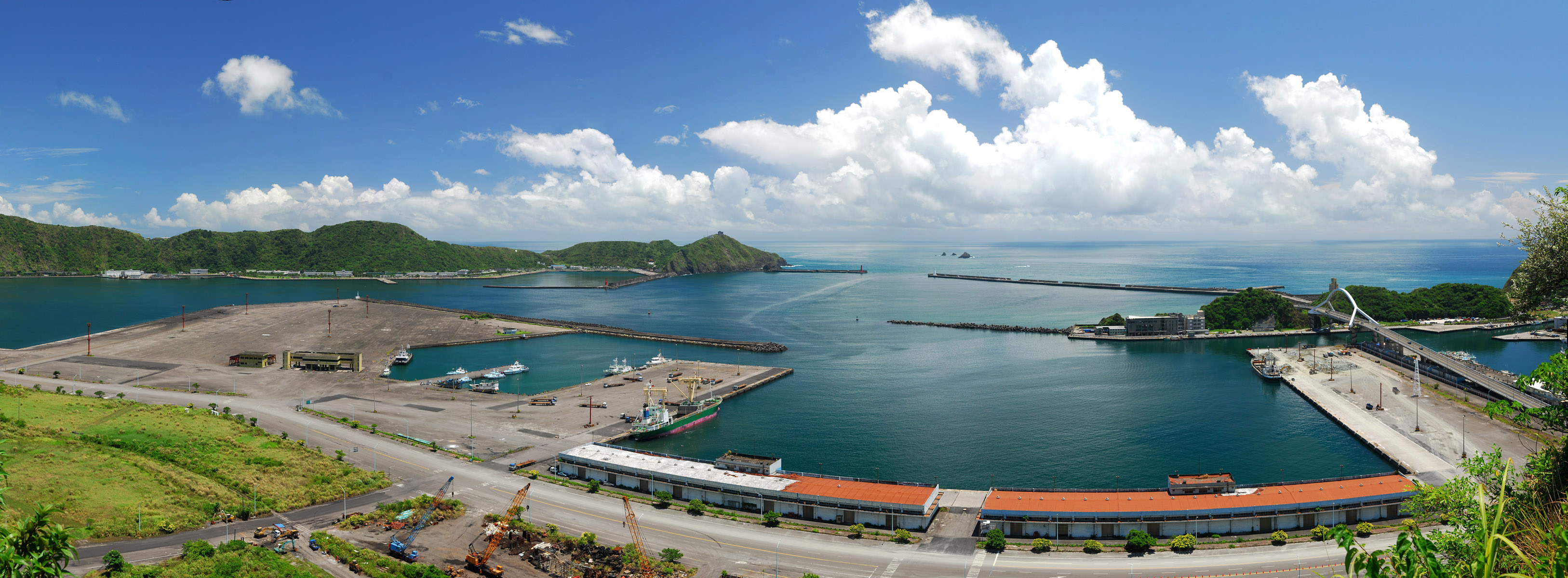
蘇澳港全景，圖中右側可以見到南方澳大橋
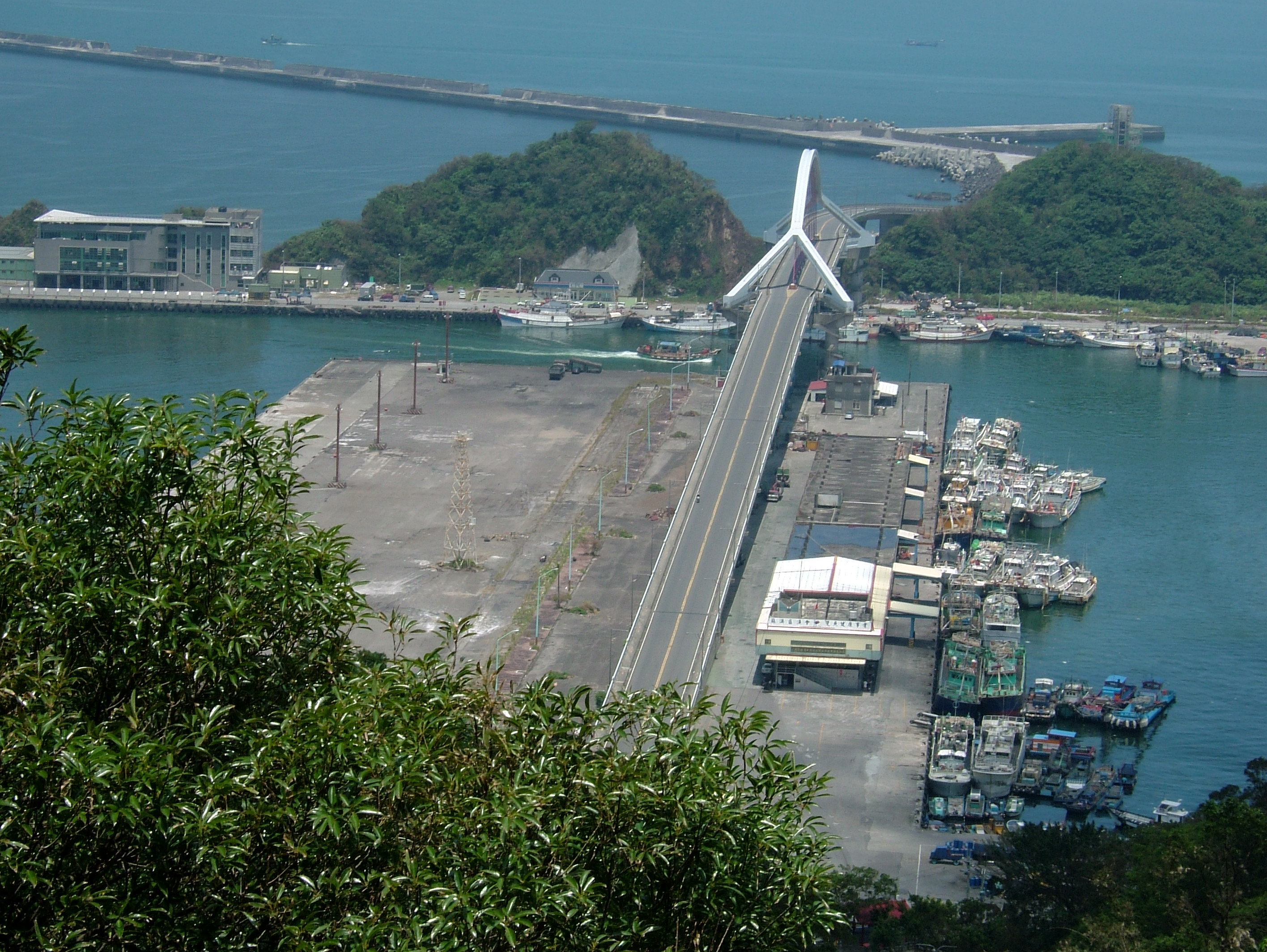
蘇澳港南方澳大橋
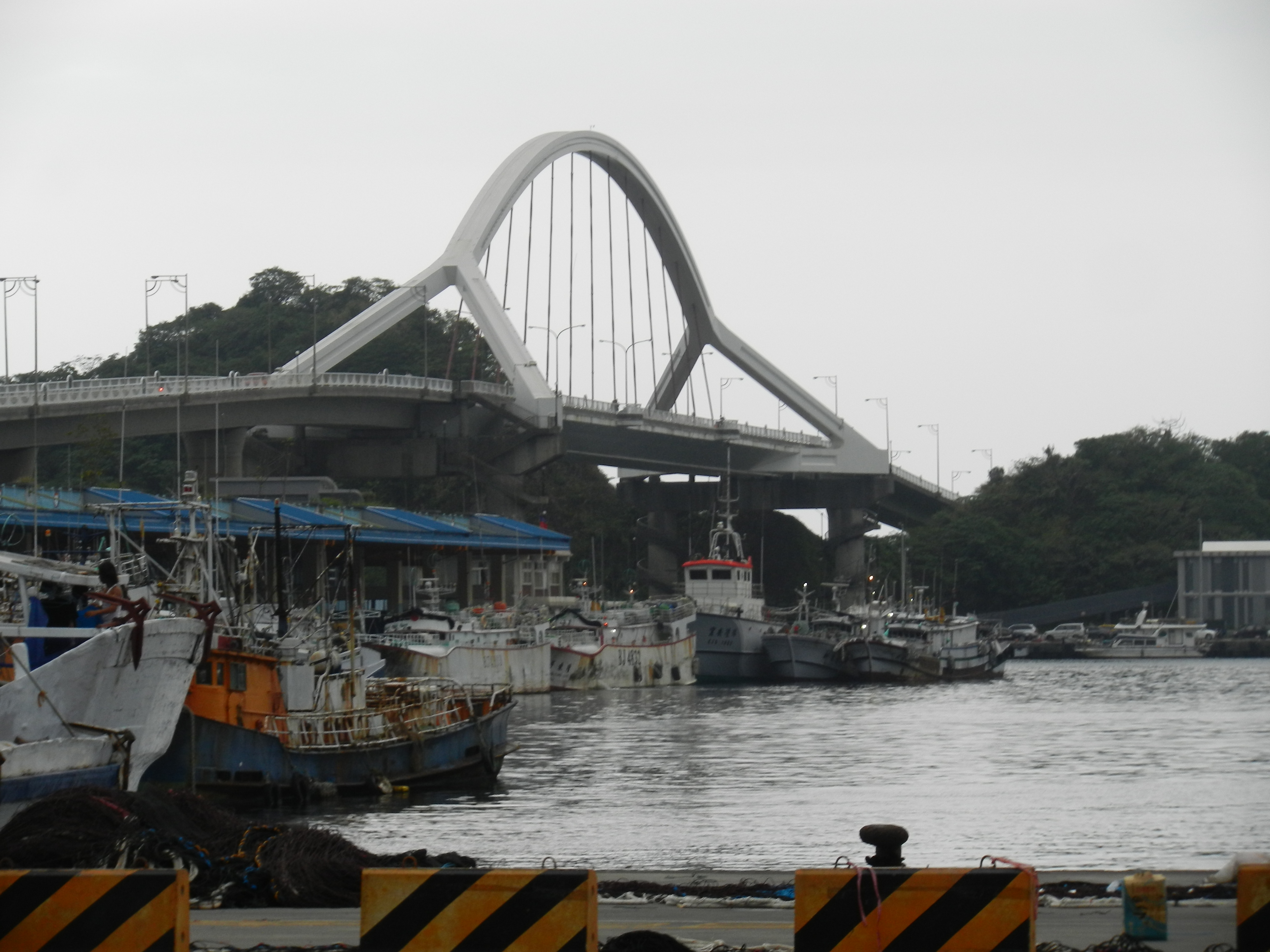
雙叉式結構的南方澳大橋

南方澳大橋建成後移交給臺灣港務公司負責管理，但多年來卻未曾主動檢測過該橋。2014年及2016年，宜蘭縣政府（時任宜蘭縣縣長林聰賢）曾委託健行科技大學非破壞檢測研究中心做橋樑檢測，相關改善建議事項臺灣港務公司已於2017年至2018年間約陸續投入新台幣一千萬元改善改善在案，包含混凝土修復、鋼筋除鏽、排水管修復、角鋼伸縮縫更換等檢測報告書內的建議事項。
斷裂事故
| 國籍       | 傷患人數 | 罹難人數 |
| ---------- | -------- | -------- |
| 印度尼西亞 | 3        | 3        |
| 菲律賓     | 6        | 3        |
| 中華民國   | 3        | 0        |
| 總計       | 12       | 6        |

2019年10月1日上午9時30分，大橋發生斷裂事故，造成橋下3艘漁船遭壓毀與台灣中油油罐車隨橋面跌落並起火，共造成2人重傷、11人輕傷、6人罹難。傷亡者包含8名菲律賓籍移工、7名印尼籍移工、1名中華民國籍油罐車駕駛、2名中華民國籍行政院海岸巡防署官兵、1名救難協會人員，而罹難者均為受困在船上的外籍船員。大橋坍塌後，因斷橋堵住通道，導致南方澳漁港600多艘漁船無法進出。中華民國國防部派出海軍水下作業大隊與大型機具清理航道，於10月3日完成臨時航道，讓南方澳漁港內的部分小型漁船可出海作業。10月3日下午搜救任務告一段落。斷橋殘骸於11月5日拆除完成並於當日下午6時南方澳漁港全面恢復通行。
11月22日，有關南方澳大橋斷裂事故懲處名單送到交通部，懲處內容待交通部核定後公布。2020年5月，交通部核定南方澳斷橋懲處名單，共有48人記過或申誡，包含台灣港務公司歷任5名董事長（吳宗榮、蕭丁訓、張志清、吳盟分、吳宏謀）、3名總經理（李泰興、陳劭良）及歷任航港局長、副局長（郭添貴、黎瑞德、祁文中、謝謂君、劉志鴻）等人。
2020年3月初，交通部公路總局完成分析調查報告，主要原因是未按圖施工，包括鋼橋面U型加勁板、鋼索錨頭、橋面鋪面厚度。此外，長年的檢測及維修疏失造成鋼索及其錨碇裝置腐蝕。亦懷疑原始設計梁深不足。11月25日，國家運輸安全調查委員會公布「南方澳大橋斷裂重大公路事故」最終調查報告，事故主要原因是吊索系統鏽蝕導致承載力不足，加上管理不當、檢測方式不完備，事故前3年多都未檢測而未能及時發現鏽蝕等情況。橋梁的吊索錨定機構內曾發生積水，建橋時未設計排水孔，而且鋼絞線表面鍍鋅層厚度不均勻，懷疑是因此造成銹蝕無法承受負重。調查報告中也指出，宜蘭縣政府遺失銷毀橋梁設計圖、竣工圖及施工合約，致使調查困難。

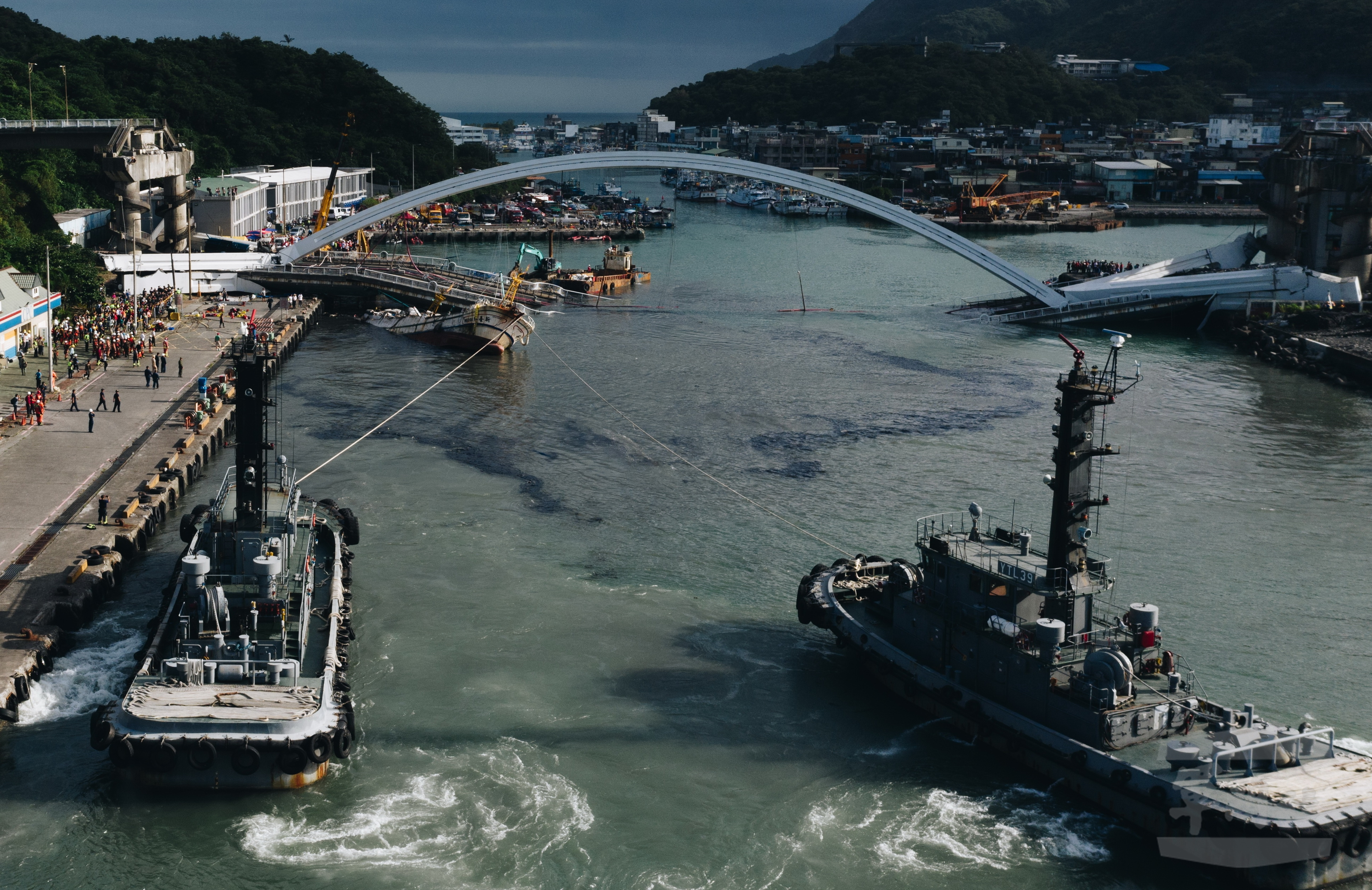
斷裂事件發生後，海軍當天於現場進行救援任務
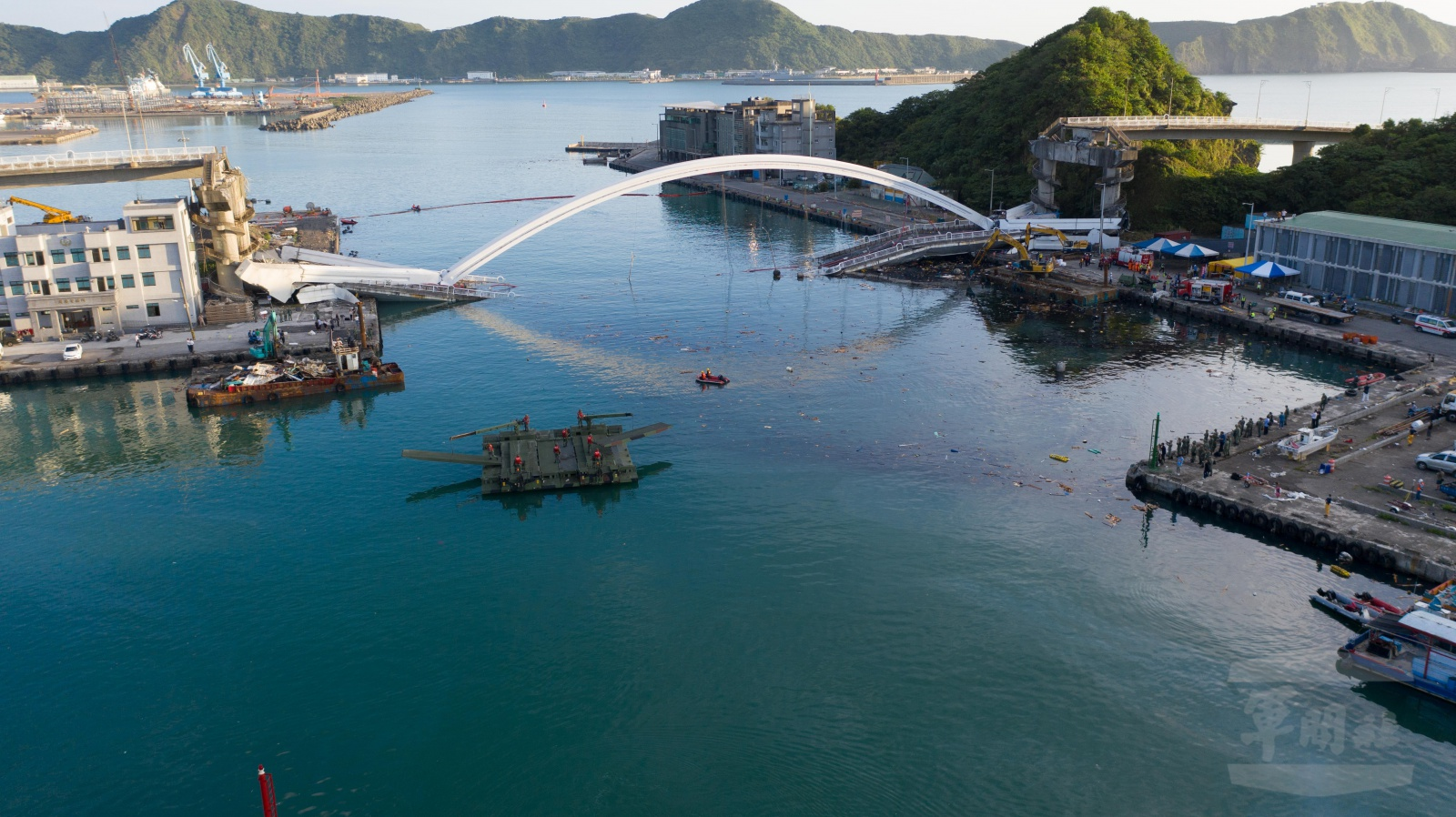
南方澳大橋斷裂事件，10月2日白天國軍持續救援任務
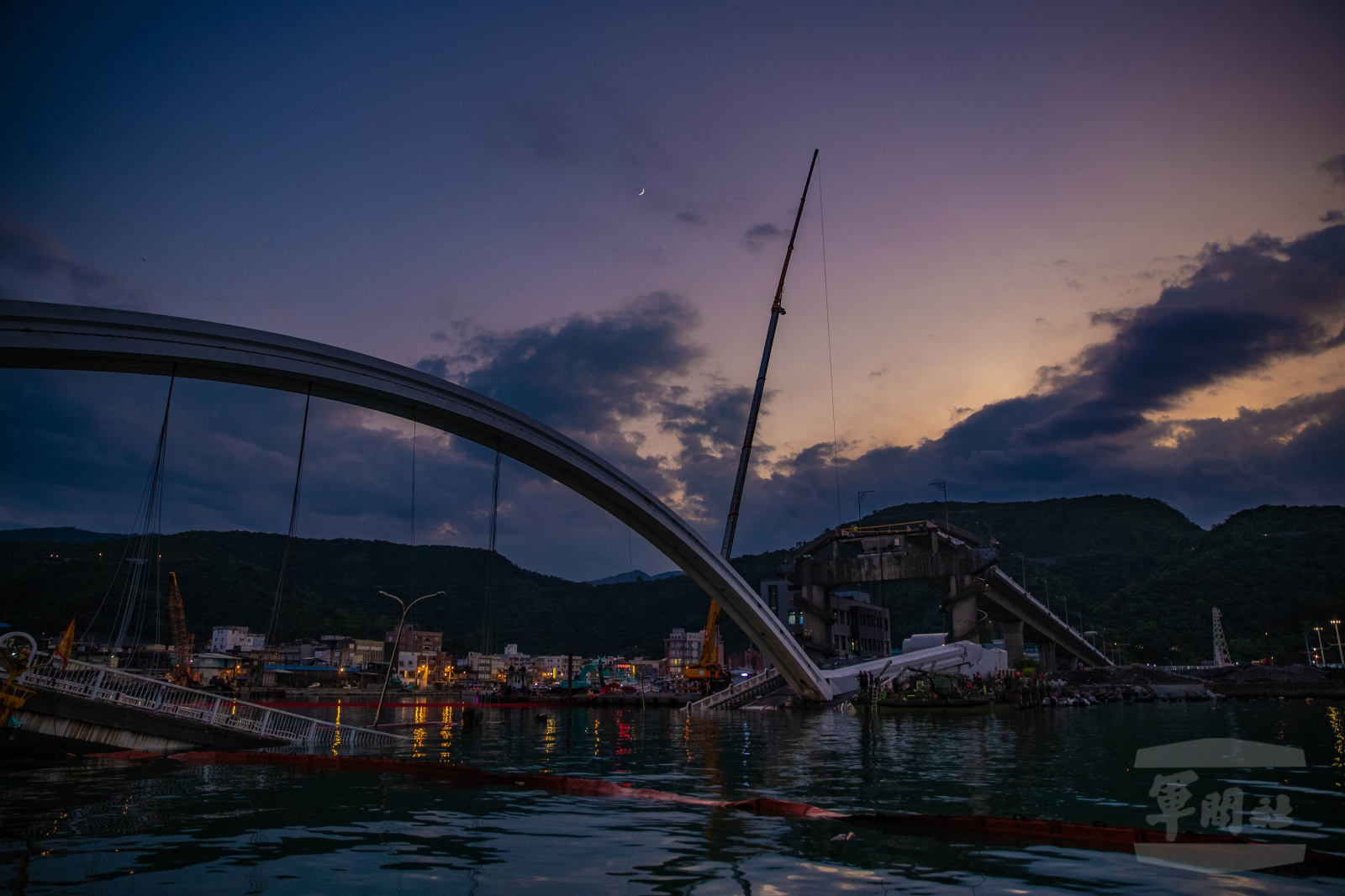
南方澳大橋斷裂事件，10月2日傍晚國軍持續救援任務
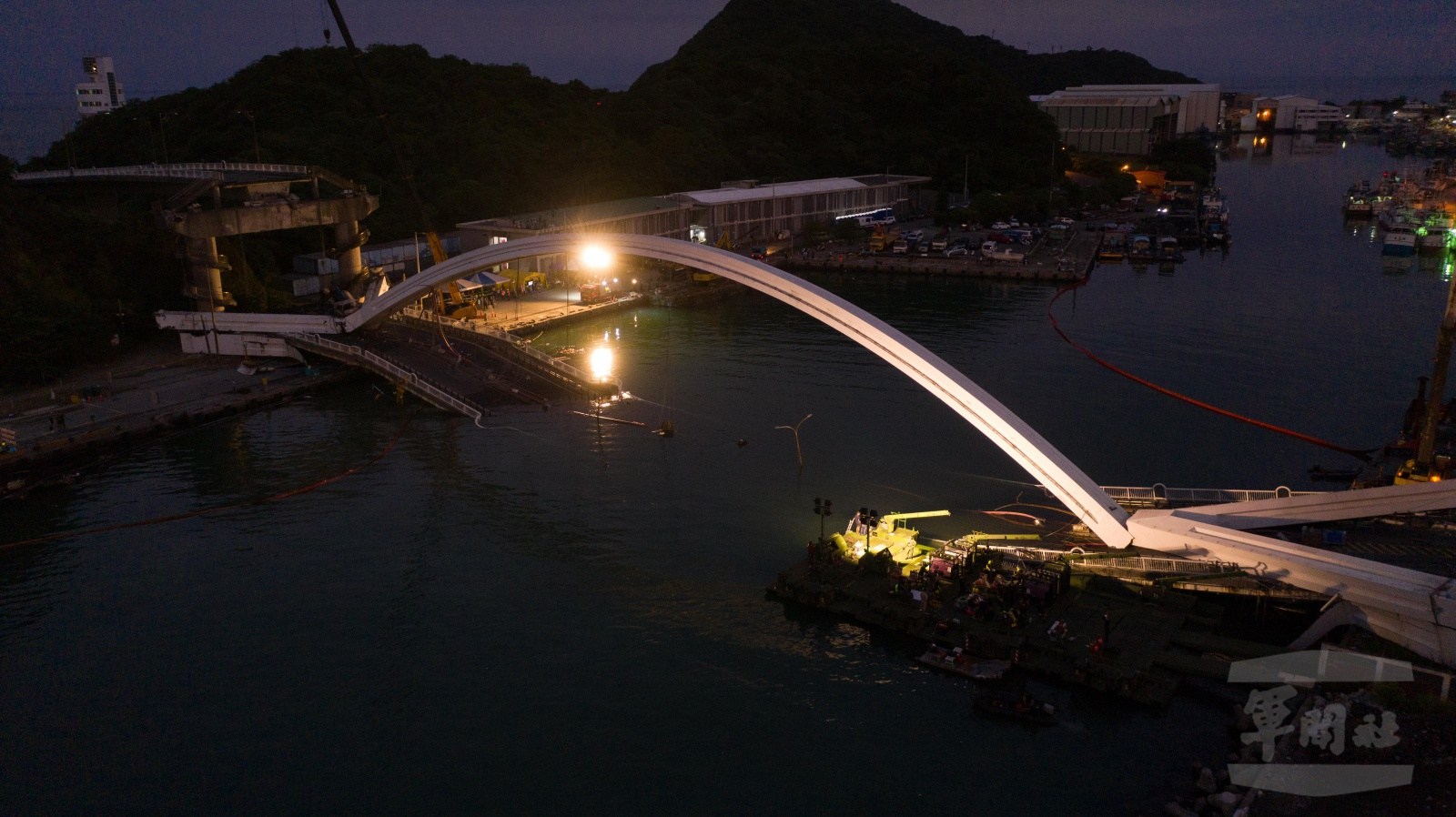
南方澳大橋斷裂事件，10月2日入夜後國軍持續救援任務
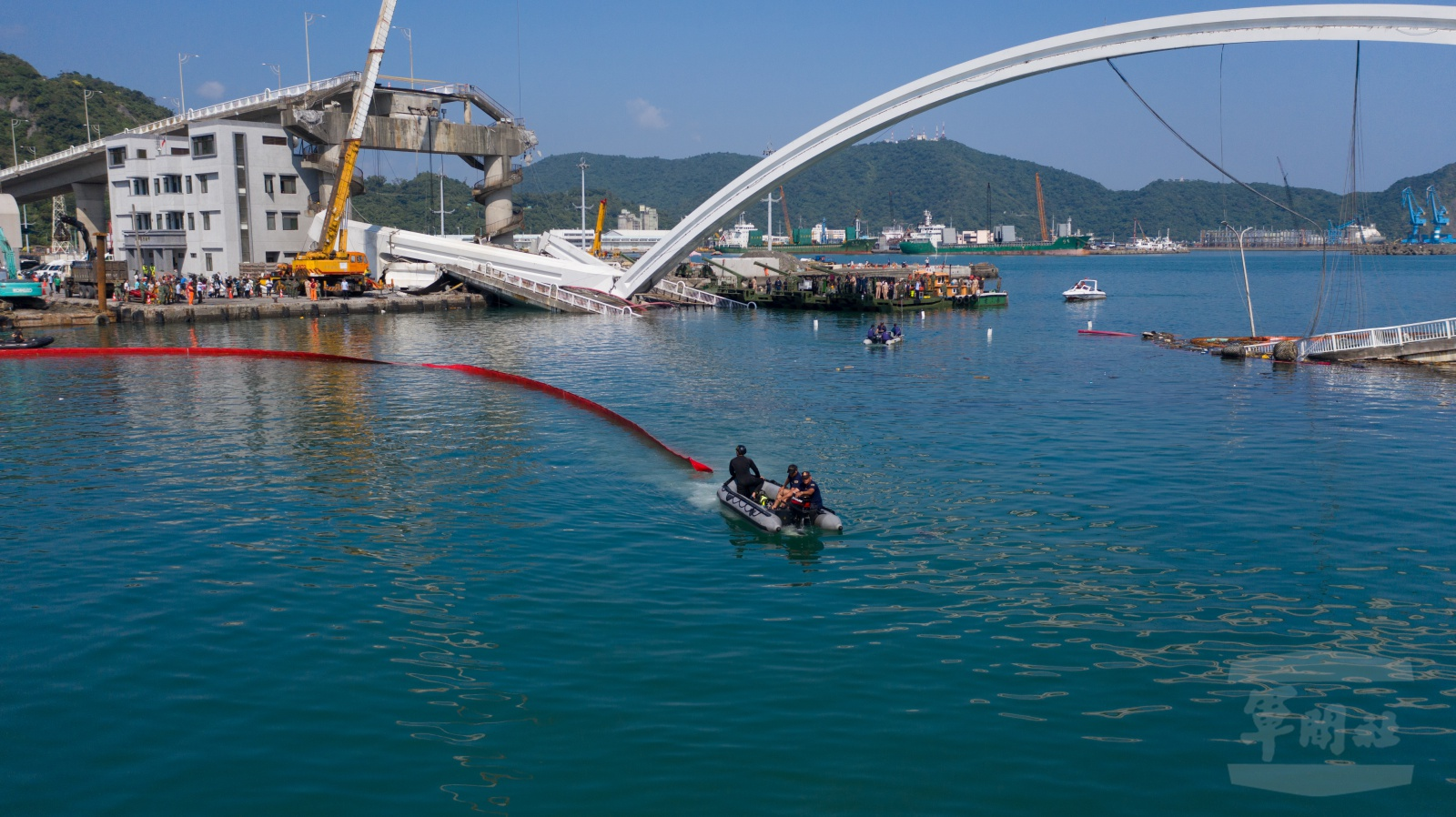
海軍於10月3日上午開出航道後移動攔油索
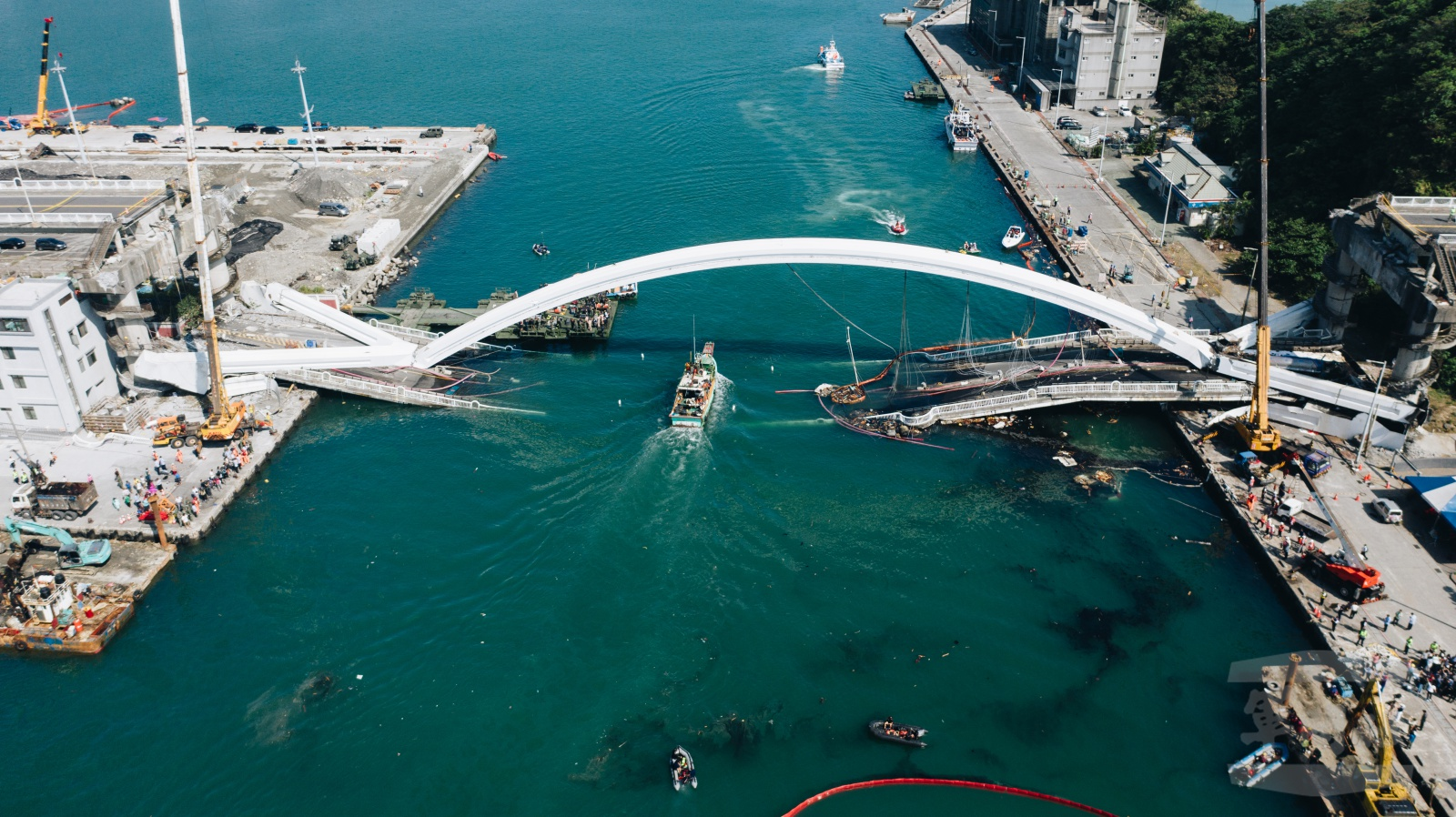
海軍於10月3日上午順利開出航道，第一艘漁船（新金發68號）並於9時25分順利通過
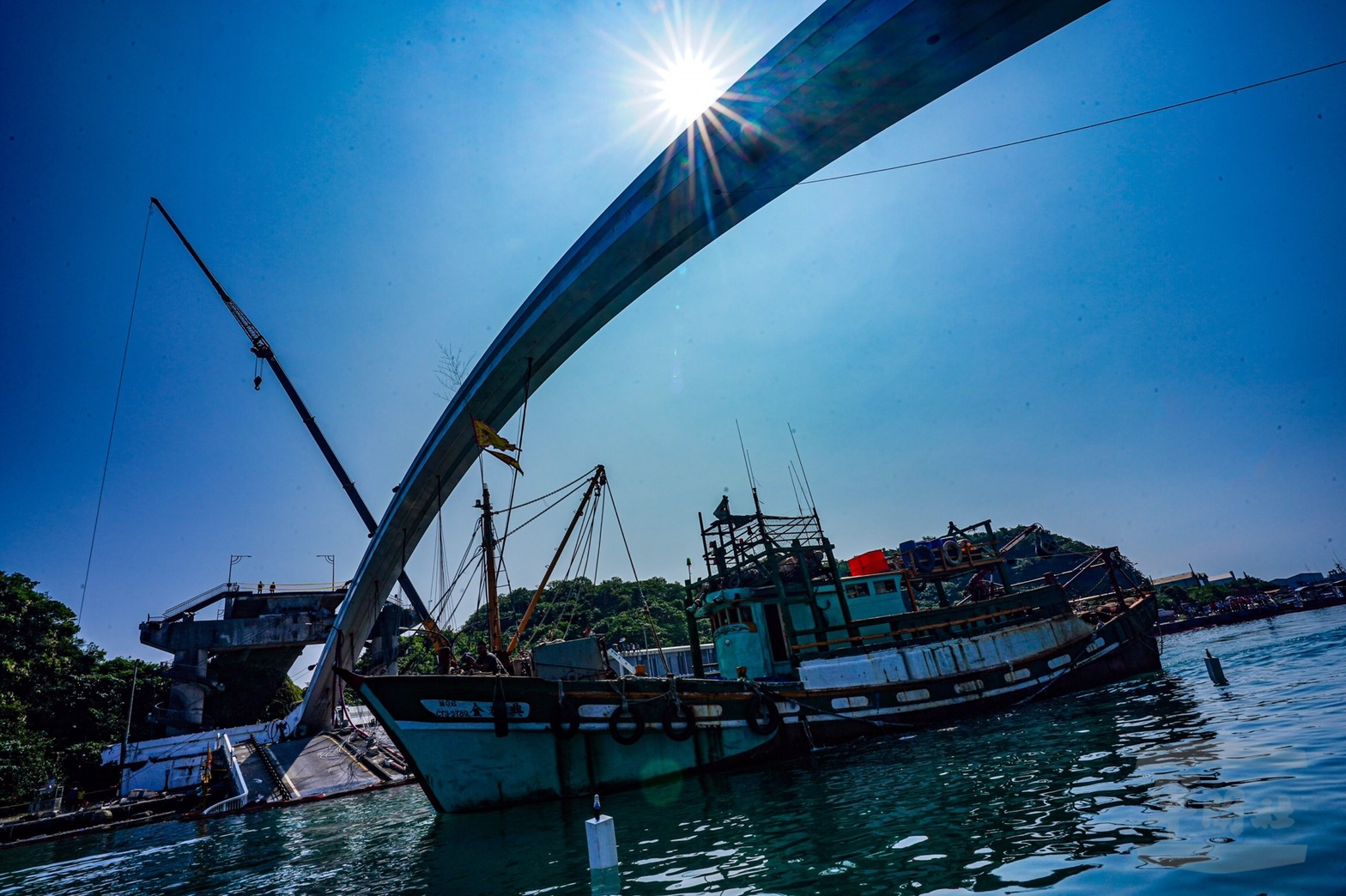
海軍於10月3日上午順利開出航道，第一艘漁船（新金發68號）並於9時25分順利通過
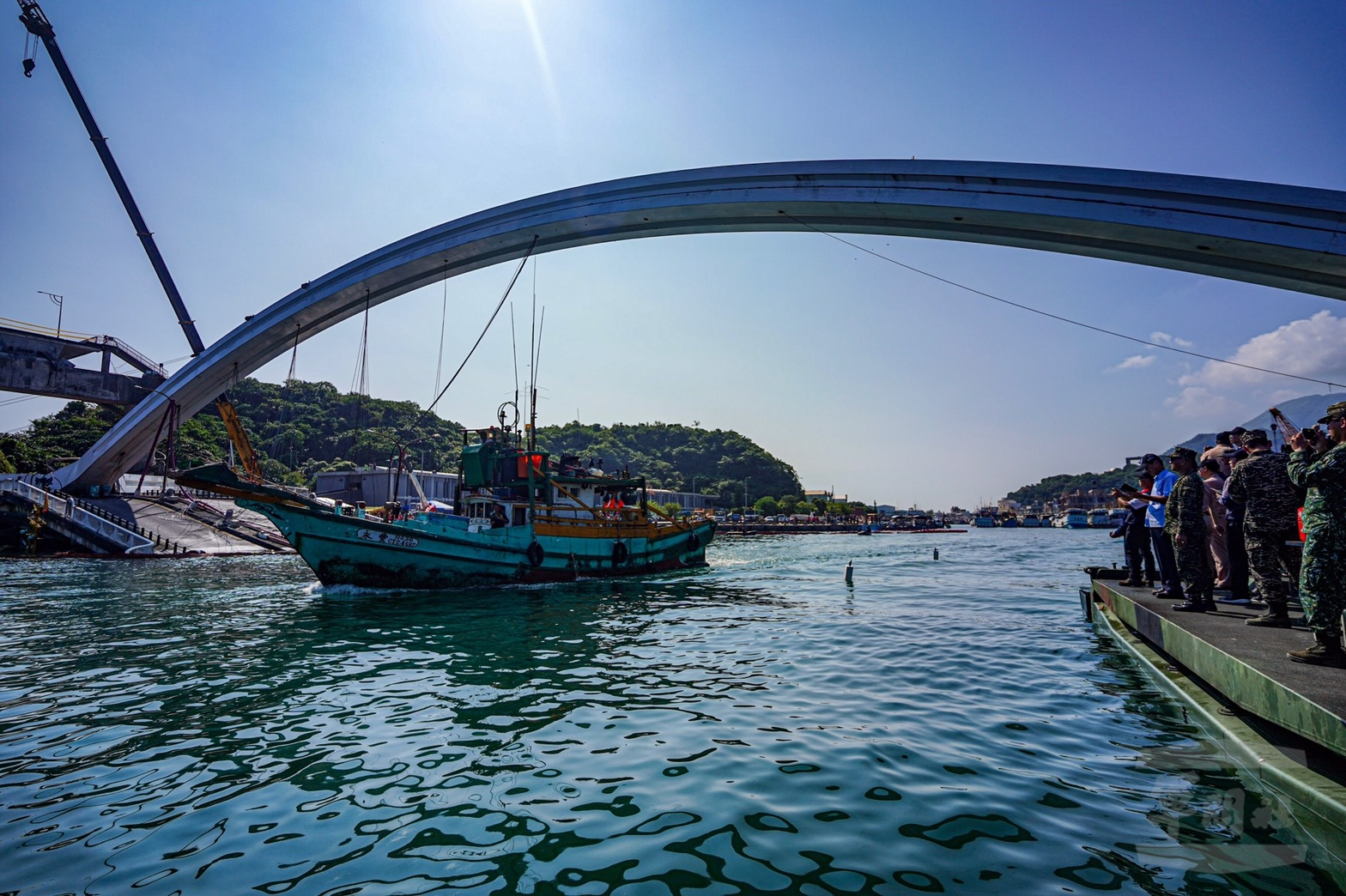
漁船順利通過，海軍、岸巡官兵也為該船順利通過而歡呼

2020年7月16日，啟動南方澳大橋重建工程。採用切割工法配合機械打除作業，將舊有引橋橫向切除，運往豆腐岬旁的蘇澳港第4號港渠內破碎回填，接著在原址蓋新橋。9月15日，拆除作業完成。

### 新南方澳大橋（2022年12月18日－）

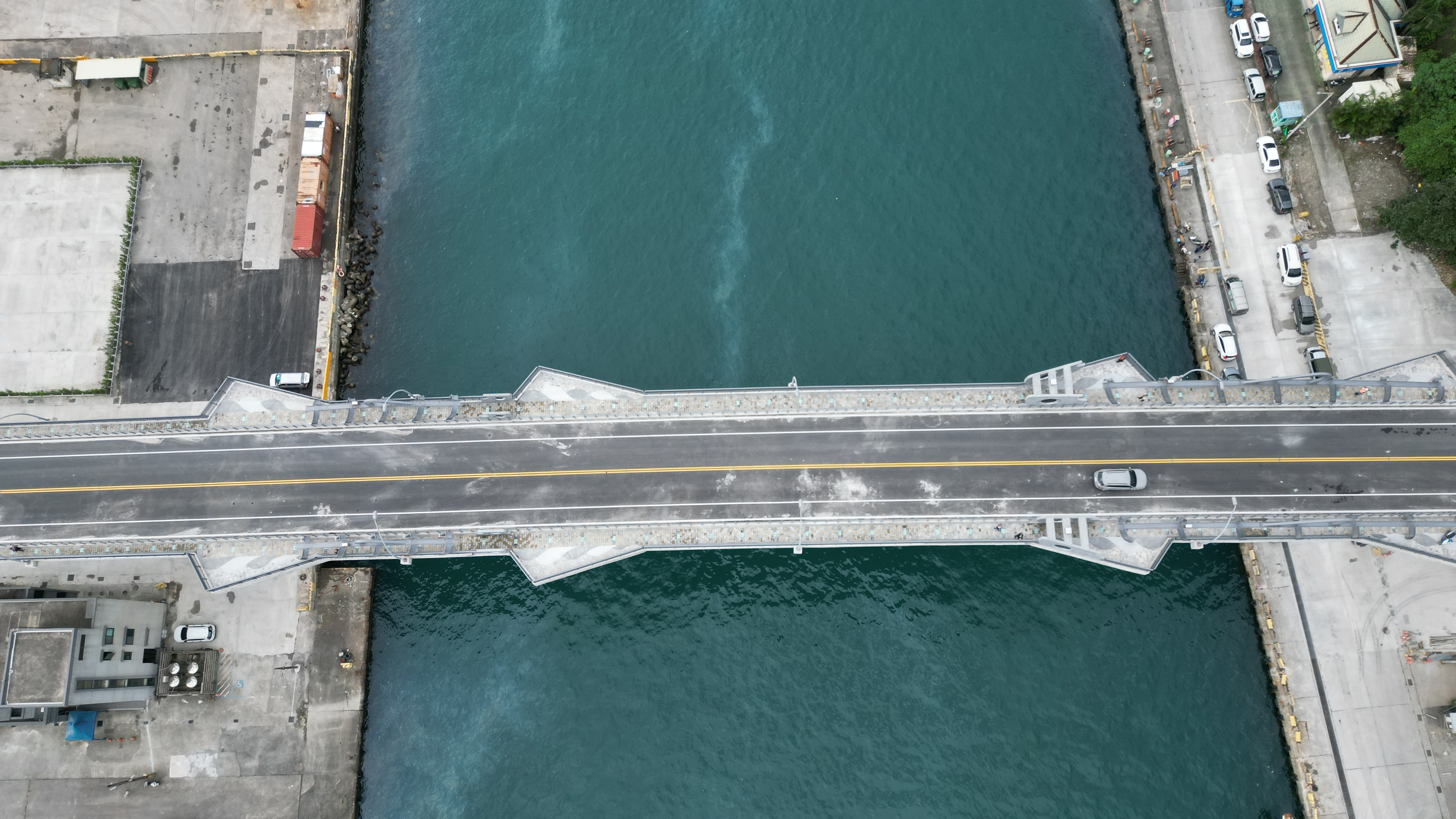
新南方澳大橋

南方澳大橋崩塌後，交通部規劃3年內於原址完成重建，由熟悉當地地理環境的公路總局蘇花改工程處規劃建造，委託台灣世曦工程顧問公司辦理測量、地質探查、設計及監造工作。南方澳新橋設計為鋼筋混凝土結構的三跨連續變斷面加肋預力箱型梁橋，採用耐久年限100年、抗鹽分腐蝕及耐震7級等現行橋梁最高安全規範。以懸臂工法施工，施工期間不影響漁船進出為原則。新橋主橋長約300公尺，西側引橋200公尺，東側引橋95公尺，全長595公尺，橋面寬度13到14.6公尺，造型以南方澳漁港的特產鯖魚為意象設計。新橋重建經費粗估5.3億元左右，由新亞建設開發公司以8億4,850萬元得標。
2020年10月5日舉辦祈福動土典禮，11月底施工進度達23.8%，超出原訂16.3%期程，2021年3月施工進度達32.28％，5月底進行上樑工程，進度達42.64％，8月初工程進度過半已達52.51％，比預定進度超前1.04％，8月底工程進度達57.19％，11月25日，工程實際進度已達71.65%，進度持續超前，原計劃於2022年9月18日、斷橋發生後的3年內完工啟用，但因橋梁P7墩柱第14節塊的施工問題決定拆除重建，後延至12月中旬完工。
新南方澳大橋於2022年12月18日啟用，上午9點舉行通車典禮，下午3點開放通車，後續管養作業由港務公司負責。

## 相似拱橋

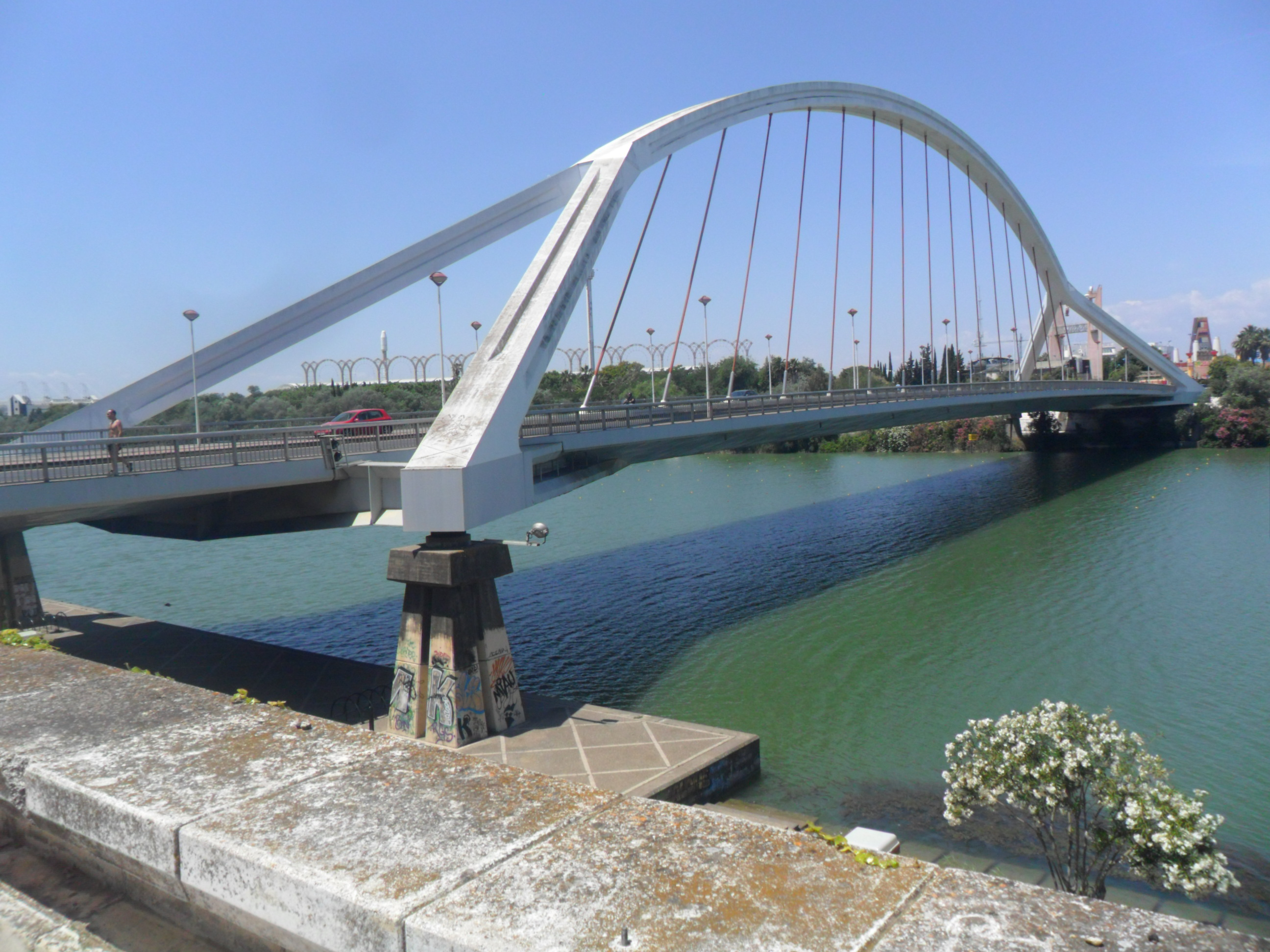
西班牙塞維利亞
巴爾克塔橋（英语：Puente de la Barqueta）
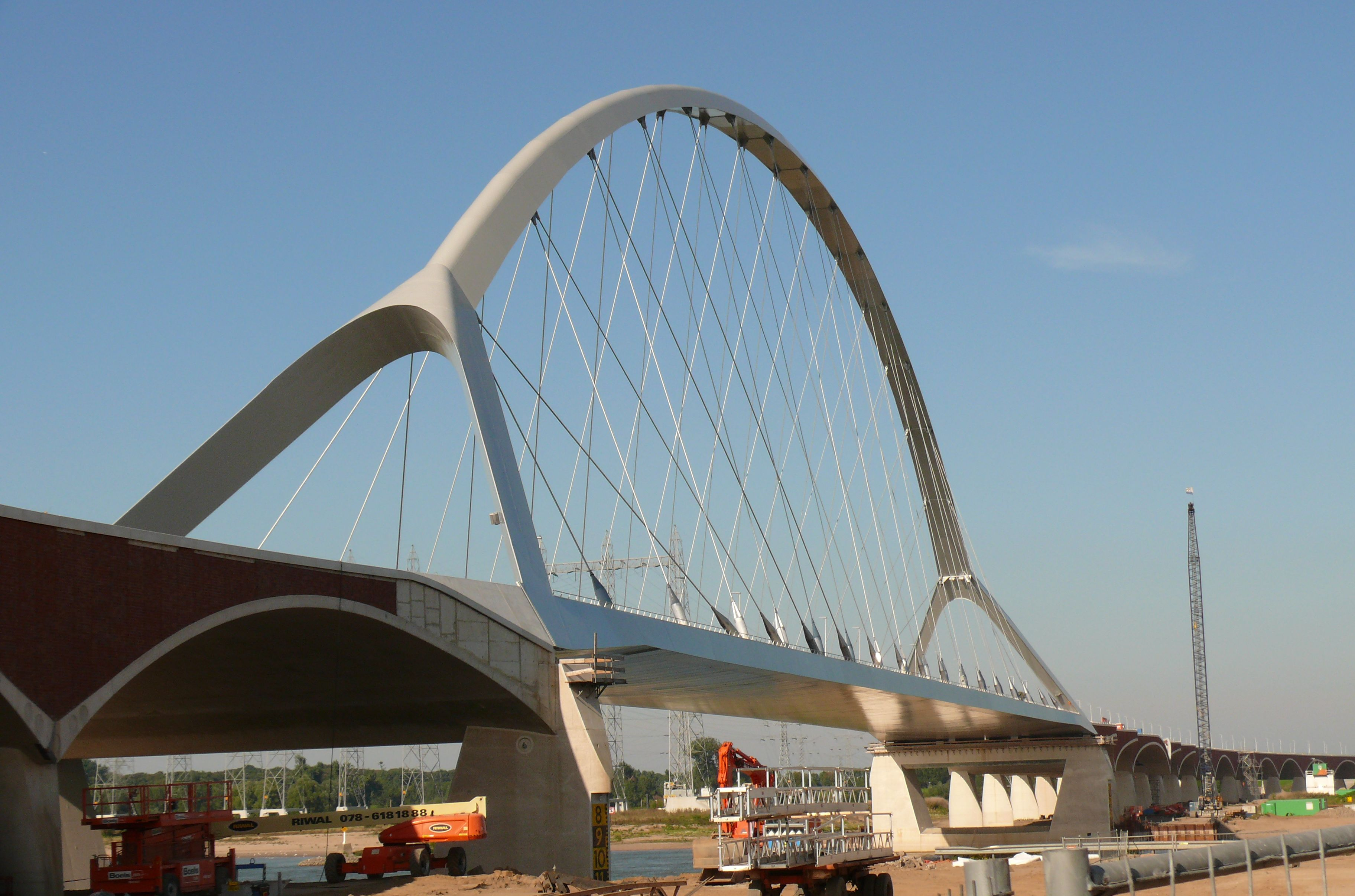
荷蘭奈梅亨
城市大橋（荷兰语：De Oversteek (brug)）
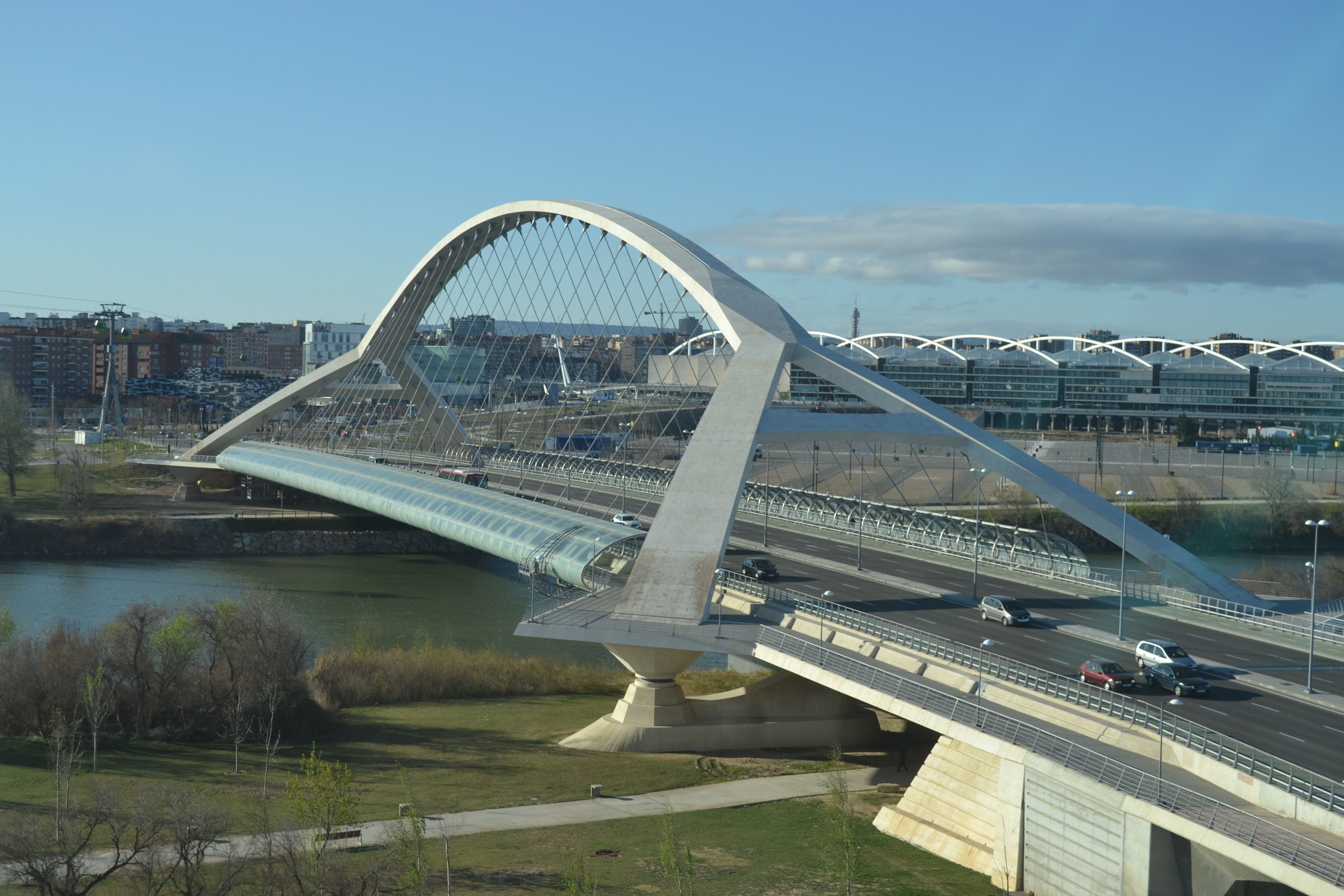
西班牙薩拉戈薩
第三千年大橋（西班牙语：Puente del Tercer Milenio）
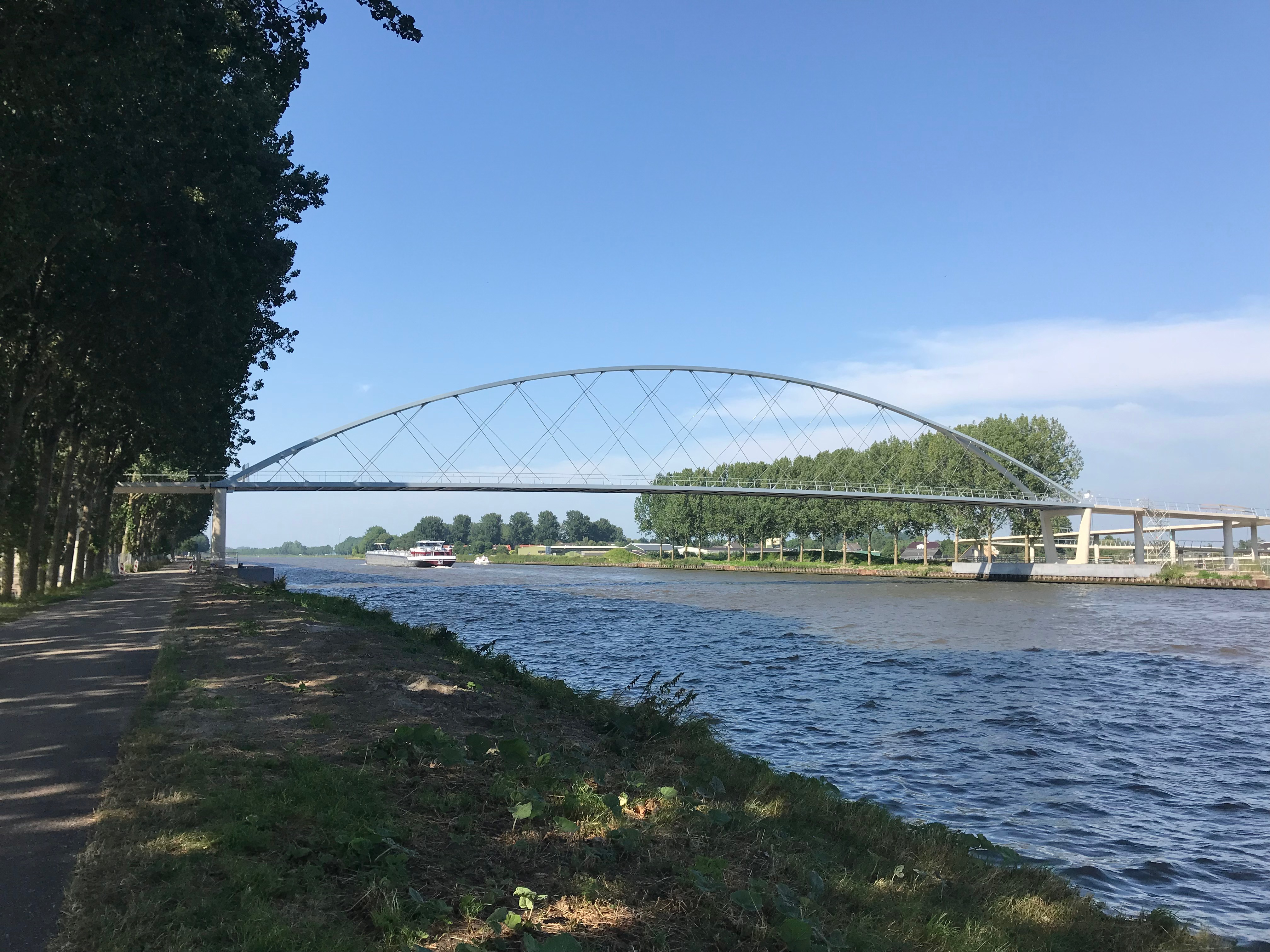
荷蘭尼赫特費赫特
尼赫特費赫特自行車橋（荷兰语：Liniebrug）

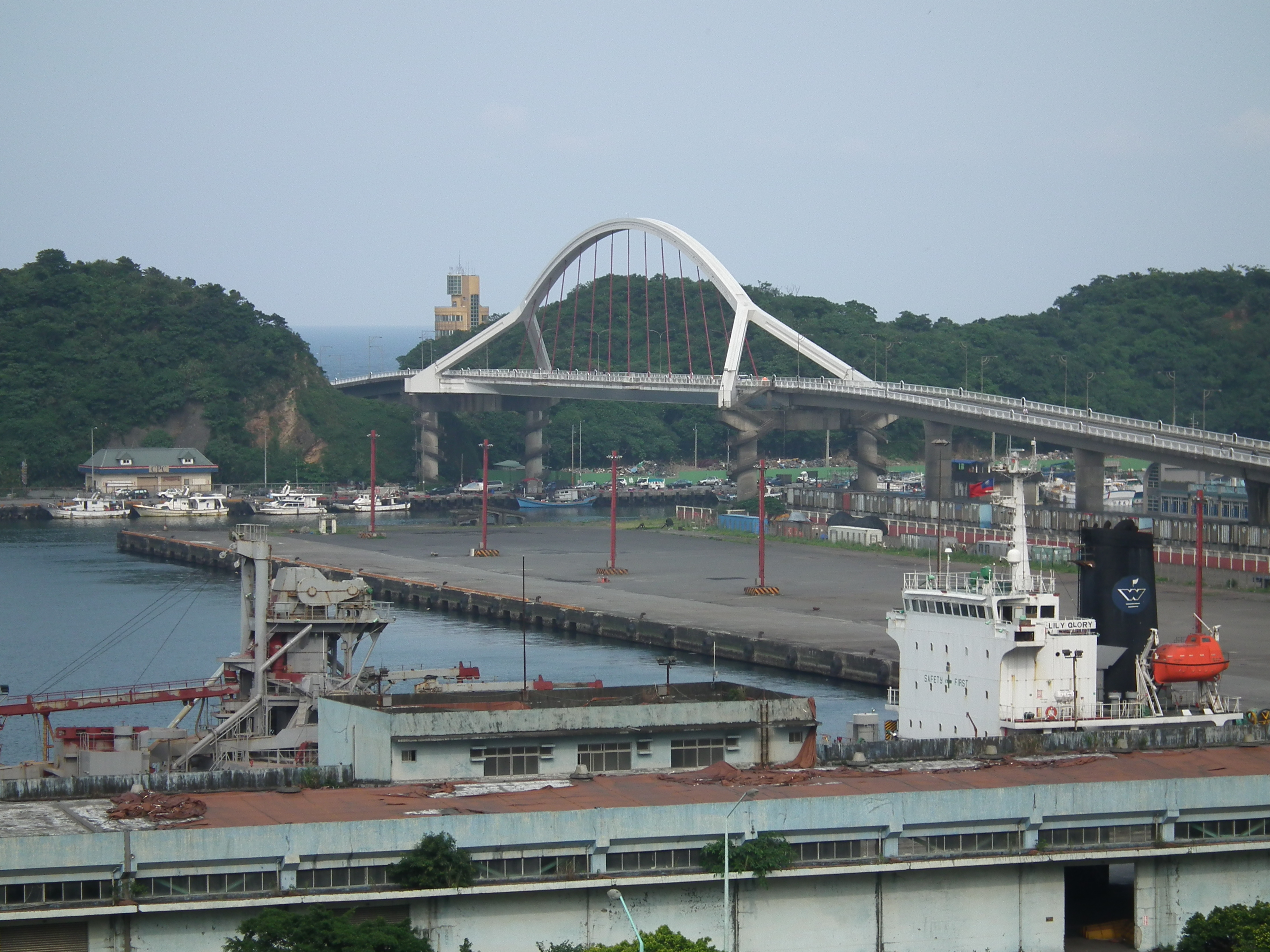
南方澳大橋
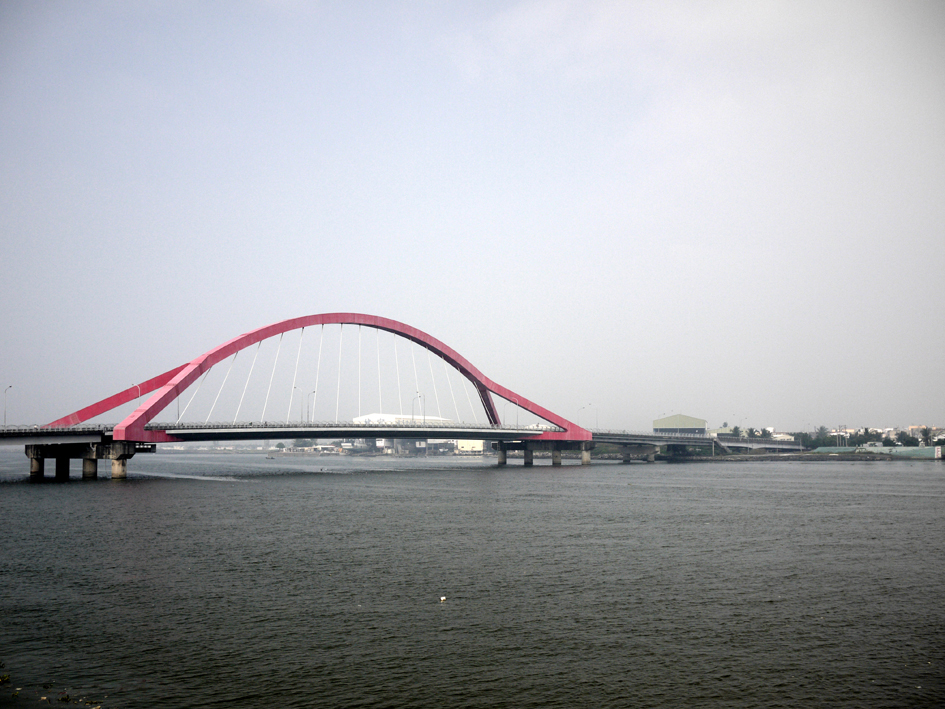
臺灣屏東縣東港鎮 進德大橋
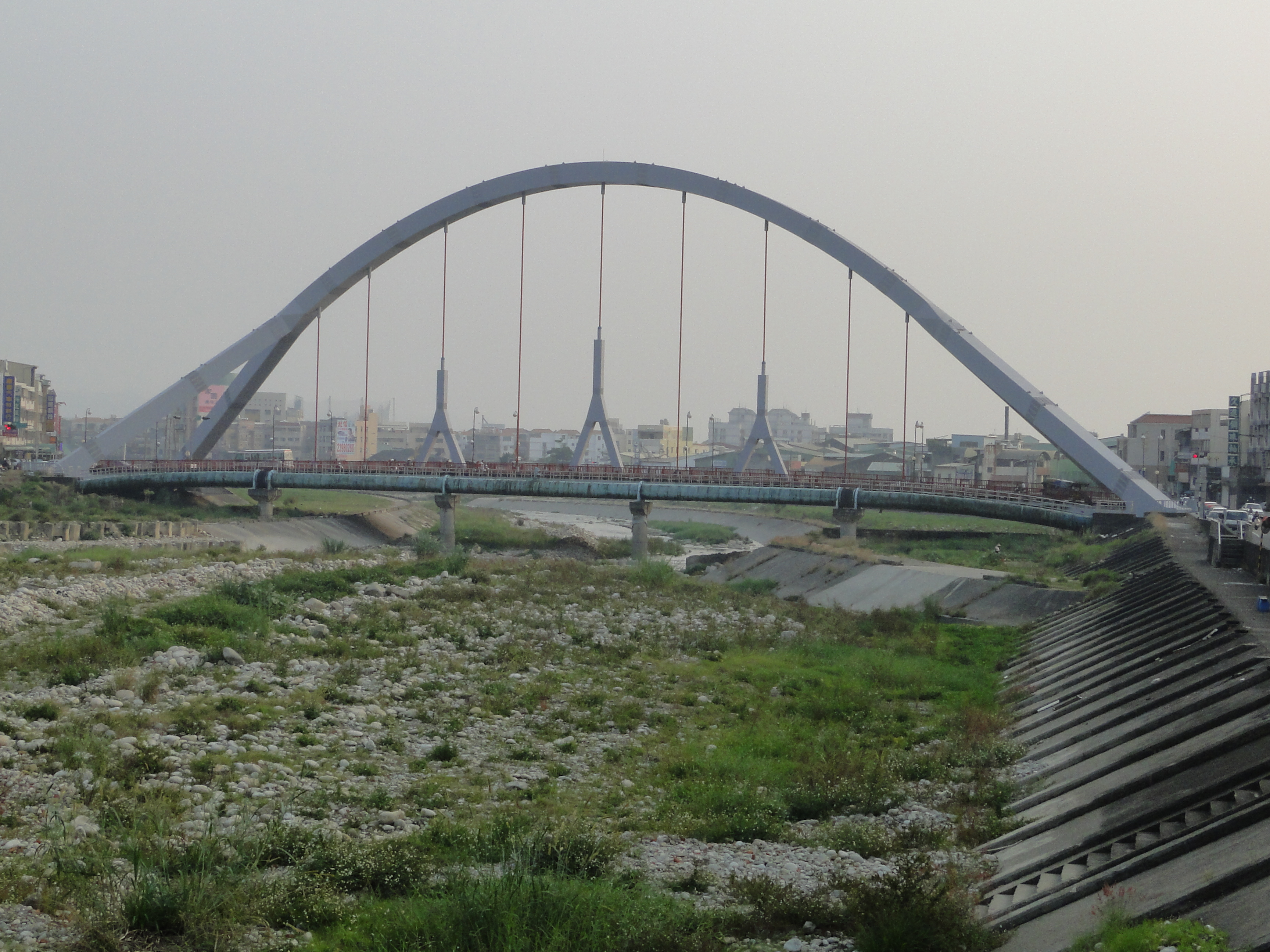
臺灣台中市東區 東門橋
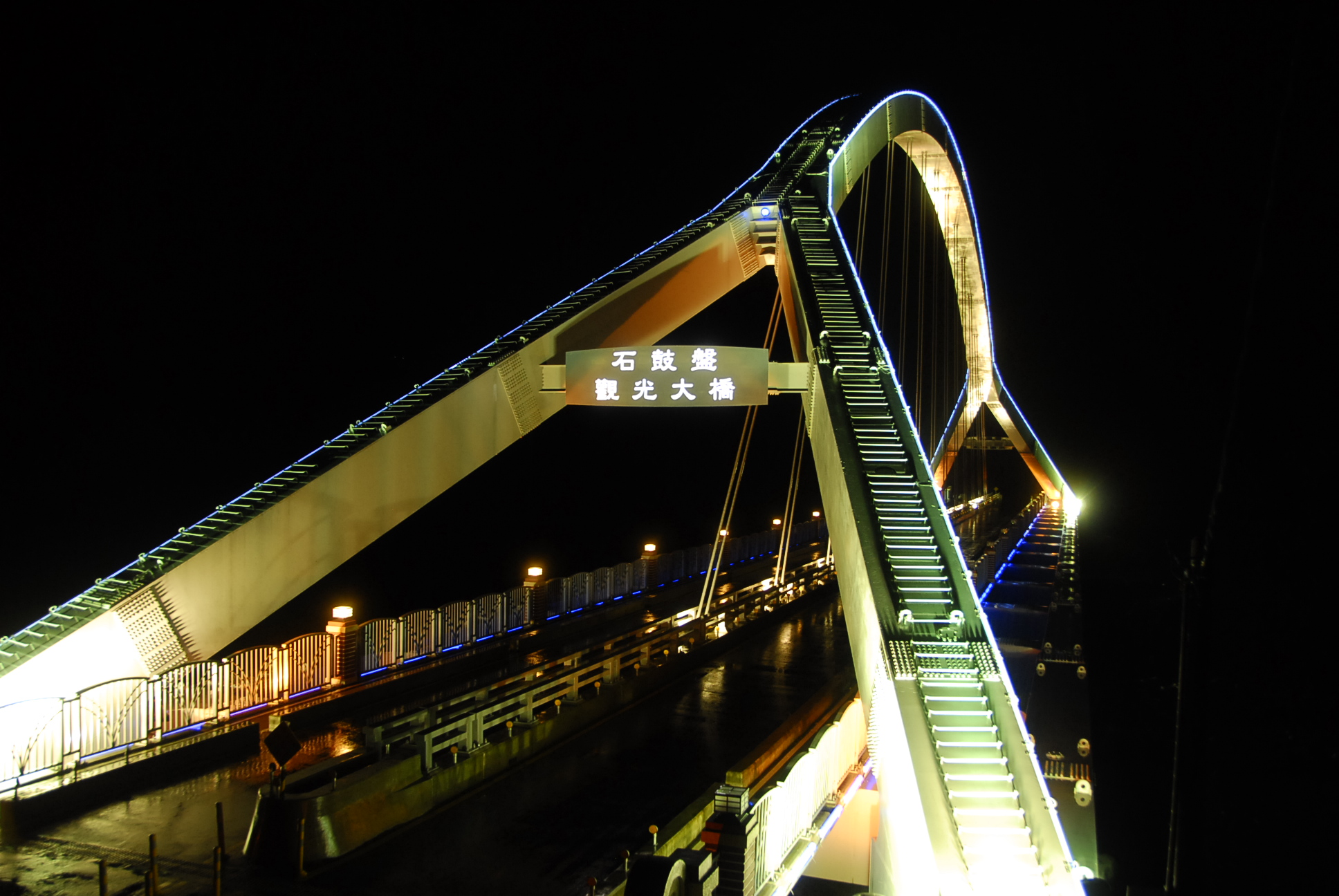
臺灣嘉義縣阿里山鄉 石鼓盤觀光大橋

## 外部連結
- 宜蘭旅遊景點資訊-南方澳大橋 （页面存档备份，存于）
- 南方澳跨港大橋－蘇澳觀光旅遊網 （页面存档备份，存于）
- (html). 交通部公路總局蘇花公路改善工程處.   [2020-04-19]. （原始内容存档于2020-12-04） （中文（臺灣））.